# RegiStax
RegiStax est un programme de traitement d'images destiné à l'astrophotographie.
Contrairement à d'autre programmes son interface est automatisée et intuitive.
Il permet aussi de travailler directement sur une vidéo Avi sans créer des fichiers temporaires.

## Historique des versions
| Version          | Date              |
| ---------------- | ----------------- |
| RegiStax 2.2     | 22 septembre 2003 |
| RegiStax 3.0.1   | 21 décembre 2004  |
| RegiStax 4.0.1.0 | 26 octobre 2006   |
| RegiStax 4.0.1.1 | 20 novembre 2006  |
| RegiStax 5.0.2.8 | 29 mars 2009      |
| RegiStax 5.1.9.0 | 7 avril 2010      |
| RegiStax 6.0     | 2 avril 2011      |